# Raymond Girardi
Pour les articles homonymes, voir Girardi.
Raymond Girardi est un syndicaliste agricole et homme politique français (apparenté PCF), né le 12 août 1952. Il est un dirigeant national du Mouvement de défense des exploitants familiaux (MODEF).

## Biographie
Raymond Girardi naît le 12 août 1952 de parents immigrés italiens ayant obtenu la nationalité française en 1946. 
Il s'est installé agriculteur en 1974 en agrandissant une petite exploitation héritée de ses parents à Argenton, en Lot-et-Garonne.

### Syndicalisme agricole
C'est comme syndicaliste du monde agricole que Raymond Girardi est connu et reconnu. 
Il est depuis le début des années 1990 le secrétaire général puis le vice-président du Mouvement de défense des exploitants familiaux (MODEF). À ce titre il participe aux concertations nationales concernant ce secteur d'activité. 
Il a été en 1991 l'un des deux vice-présidents nationaux de la Coordination rurale.
Il est membre du Conseil économique et social de septembre 1989 à août 2004.
Pour dénoncer le mode de fixation des prix des produits agricoles, avec son organisation, l'été, il organise des ventes « au juste prix » dans les grandes agglomérations, opérations très médiatisées,.
Il est aussi président départemental du MODEF Lot-et-Garonne et président régional du MODEF Aquitaine.

### Autres fonctions électives
- maire d’Argenton (Lot-et-Garonne) (318 habitants) depuis mars 2001 ;
- conseiller général du canton de Bouglon (mars 1998-2015) ;
- conseiller départemental du canton des Forêts de Gascogne de 2015 à 2021 ;
- président de la Communauté de communes des Coteaux et des Landes de Gascogne ;
- 3e vice-président du conseil général de Lot-et-Garonne, chargé de l’agriculture, de la forêt et de l’environnement.